# Slag om Endor
De Slag om Endor (Engels “Battle of Endor”) is een fictieve ruimteslag in de Star Wars saga. De Slag om Endor is te zien in de climax van de film Star Wars: Episode VI: Return of the Jedi.  Deze slag was het laatste grote treffen tussen het Galactische Keizerrijk en de rebellenalliantie. De Slag om Endor betekende de definitieve ondergang van het Keizerrijk en de vernietiging van de Sith.

## Locaties
De Slag werd op drie fronten uitgevochten:
- Op de Bosmaan van Endor rondom de schildgenerator die een krachtveld vormde rondom de tweede Death Star. Hier vochten Han Solo, Chewbacca, Leia Organa, R2-D2 en C-3PO samen met de Ewoks tegen de Imperial Stormtroopers die de generator bewaakten.
- In de ruimte boven Endor, rondom de tweede Death Star. Hier vocht de vloot van de rebellen tegen de Keizerlijke vloot en de Death Star.
- In de Death Star zelf. Hier vocht de laatste Jedi Luke Skywalker tegen de Sith Lords Darth Vader en Darth Sidious/Keizer Palpatine.

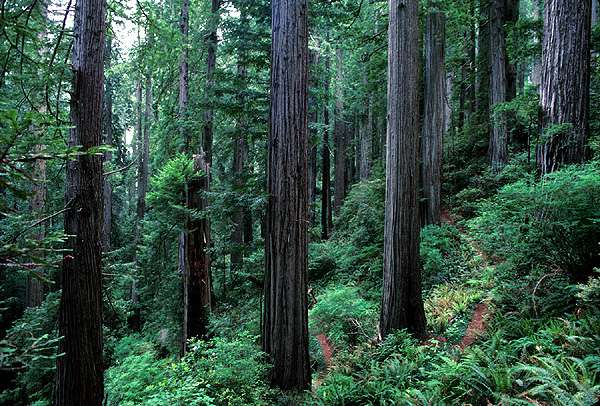
Beeld van de filmset van bosmaan Endor

## Voorafgaand
Voorafgaand aan de Slag leek het erop dat de Keizer een cruciale fout had gemaakt: de Rebellen hadden de locatie ontdekt waar de nieuwe, tweede Death Star werd gebouwd, namelijk bij de Bosmaan Endor. Ook ontdekten ze dat de Keizerlijke vloot ver weg was, en dat de Keizer zelf de bouw van de Death Star zou inspecteren. Dit leek de ideale kans om de tweede Death Star te vernietigen voor hij af was, en de keizer om te brengen. Enige probleem was dat de Death Star werd beschermd door een krachtveld opgewekt vanaf Endor. Een speciaal team zou dit veld uit moeten schakelen voordat de rebellenvloot kon aanvallen.
Wat de Rebellen echter niet wisten was dat de Keizer dit alles had gepland. Hij had de locatie van de Death Star expres door laten schemeren om de Rebellen in een hinderlaag te lokken. De keizerlijke vloot was namelijk wel bij Endor, en de Death Star zelf was ondanks het feit dat hij nog maar half was gebouwd wel al operationeel.

## De slag
Met een gestolen keizerlijke shuttle ('Thydirrium') gingen Han Solo, Luke Skywalker, Chewbacca, Leia Organa, R2-D2 en C-3PO  naar Endor om de schildgenerator uit te schakelen. De groep kwam al snel de Ewoks tegen, de bewoners van Endor. De Ewoks zagen in C-3PO hun god, en namen de groep mee naar hun dorp. Luke besloot zich over te geven aan de keizerlijke troepen zodat deze hem naar Darth Vader zouden brengen. Darth Vader nam Luke op zijn beurt mee naar Darth Sidious aan boord van de Death Star. Luke hoopte Darth Vader, zijn vader, te kunnen redden van de Duistere Kant van De Kracht. Eenmaal bij Darth Sidious/Keizer Palpatine kreeg Luke het hele plan te horen. Darth Sidious hoopte Luke tot de Duistere Kant te kunnen verleiden door hem te tonen hoe zijn vrienden werden uitgeschakeld.
Toen de aanval begon was het Keizerrijk aanvankelijk sterk in het voordeel. De Rebellenvloot werd bij aankomst direct aangevallen door de Keizerlijke vloot en de Death Star. Han en zijn team werden bij de schildgenerator opgewacht door stormtroopers en eveneens gevangen. Op dat moment kwamen de Ewoks hen te hulp. Door tussenkomst van de Ewoks konden de Rebellen uitbreken en de schildgenerator aanvallen. 
In de Death Star vocht Luke met Sith Leerling Darth Vader. Hij versloeg hem, maar weigerde hem te doden. Toen de Sith Meester Darth Sidious inzag dat Luke nooit over zou lopen naar de Duistere Kant, probeerde hij hem te vermoorden met krachtbliksem. Toen hij Luke bijna zag sterven, keerde Darth Vader zich tegen zijn Meester. Hij gooide Darth Sidious in de reactorschacht, wat het einde betekende van de Keizer. Het was de Uitverkorene (Anakin Skywalker/Darth Vader) die toch de Kracht in Balans wist te brengen en de Sith (zichzelf en Sidious) vernietigde.
Op Endor slaagden Han en zijn team erin de schildgenerator uit te schakelen, waarna een aantal Rebellenschepen, waaronder de Millennium Falcon, de Death Star binnenvlogen en de reactor opbliezen. Net als bij de eerste Death Star had de ontploffing van de reactor een kettingreactie tot gevolg, die het hele ruimtestation vernietigde. Net voor de vernietiging kon Luke ontsnappen in een Keizerlijke Shuttle.
Aan het eind van de slag vierden de Rebellen hun overwinning in het Ewok-dorp. De Geesten van de Jedi Obi-Wan Kenobi, Yoda en Anakin Skywalker verschenen bij het feest en het hele heelal vierde de overwinning op de Keizer met een prachtig vuurwerk. Ook op de hoofdplaneet zelf (Coruscant) werd gejuicht en feest gevierd. Het Galactische Keizerrijk was niet meer en de Sith waren vernietigd.